# Трофей элиты WTA 2015 — одиночный турнир
Винус Уильямс победительница турнира.

## Общая информация
Одиночный турнир, рассчитанный на 12 участниц, собрал девять теннисисток из Топ-20. Возглавила это список единственная представительница из первой десятки на турнире Винус Уильямс. Участницы были разбиты на четыре группы по три теннисистки в каждой. В полуфинал выходила победительница группы. В итоге это сделали Винус Уильямс, Элина Свитолина, Каролина Плишкова и Роберта Винчи. Финальную пару из них составили Уильямс и Плишкова и опытная американская теннисистка стала первой обладательницей Трофея элиты.

## Посев
1. Винус Уильямс (Титул)
2. Карла Суарес Наварро (Группа)
3. Каролина Плишкова (Финал)
4. Роберта Винчи (Полуфинал)
5. Каролина Возняцки (Группа, отказ)[1]
6. Сара Эррани (Группа)
7. Мэдисон Киз (Группа)
8. Элина Свитолина (Полуфинал)
9. Елена Янкович (Группа)
10. Андреа Петкович (Группа)
11. Светлана Кузнецова (Группа)
12. Чжэн Сайсай (Группа)

## Запасные
1. Анна Каролина Шмидлова (Заменила Возняцки, Группа)
2. Кристина Младенович (Не использована)

## Ход турнира

### Используемые сокращения
- Q (англ. qualifier, дословно — квалифицировавшийся) — победитель квалификационного турнира.
- WC (англ. wild card, уайлд-кард) — специальное приглашение от организаторов.
- LD (англ. last direct acceptance, последний прямой допуск) — игрок, находящийся последним в списке участников, попадающих напрямую в основную сетку.
- LL (англ. lucky loser, лаки-лузер) — игрок с наивысшим рейтингом из проигравших в финальном раунде квалификации, приглашённый в качестве замены поздно снявшегося игрока основной сетки.
- Rt (англ. retired, дословно — снявшийся) — отказ игрока от продолжения игры по ходу матча.
- W/O (англ. walkover, дословно — проход) — выигрыш на невыходе соперника на игру.
- SE (англ. special exempt) — специальный допуск. Используется для игроков, которые удачно сыграли на неделе, предшествовавшей турниру, и потому не могли участвовать в квалификации.
- SR (англ. special rating) — специальный рейтинг. Даётся игроку, получившему травму и выбывшему из тура не менее чем на 6 месяцев и до двух лет. В этом случае его рейтинг на время лечения травмы «замораживается» и затем после возвращения, он имеет право заявляться на несколько турниров (определяется регламентом тура), чтобы попадать на турниры своего уровня.
- PR (англ. protected ranking, дословно — защищённый рейтинг). Используется для допуска в турнир игроков, пропустивших долгое время из-за травмы и опустившихся в рейтинге.
- ALT (англ. alternate) — альтернативный игрок в сетке (замена кого-то из поздно снявшихся с турнира).
- S (англ. suspended, дословно — отложен) — матч приостановлен из-за дождя или темноты.
- D (англ. defaulted) — один из спортсменов снят с турнира за неспортивное поведение.

### Финальные раунды
|  | Полуфиналы | Полуфиналы        | Полуфиналы        | Полуфиналы        | Полуфиналы        | Полуфиналы        | Полуфиналы        | Полуфиналы | Полуфиналы | Полуфиналы |   |               | Финал         | Финал             | Финал             | Финал             | Финал             | Финал             | Финал             | Финал | Финал | Финал |
|  |            |                   |                   |                   |                   |                   |                   |            |            |            |   |               |               |                   |                   |                   |                   |                   |                   |       |       |       |
|  | 1          | Винус Уильямс     | Винус Уильямс     | Винус Уильямс     | Винус Уильямс     | Винус Уильямс     | Винус Уильямс     | 6          | 6          |            |   |               |               |                   |                   |                   |                   |                   |                   |       |       |       |
|  | 1          | Винус Уильямс     | Винус Уильямс     | Винус Уильямс     | Винус Уильямс     | Винус Уильямс     | Винус Уильямс     | 6          | 6          |            |   |               |               |                   |                   |                   |                   |                   |                   |       |       |       |
|  | 4          | Роберта Винчи     | Роберта Винчи     | Роберта Винчи     | Роберта Винчи     | Роберта Винчи     | Роберта Винчи     | 2          | 2          |            |   |               |               |                   |                   |                   |                   |                   |                   |       |       |       |
|  |            |                   |                   |                   |                   |                   |                   |            |            |            | 1 | Винус Уильямс | Винус Уильямс | Винус Уильямс     | Винус Уильямс     | Винус Уильямс     | Винус Уильямс     | 7                 | 7                 |       |       |       |
|  |            |                   |                   |                   |                   |                   |                   |            |            |            | 1 | Винус Уильямс | Винус Уильямс | Винус Уильямс     | Винус Уильямс     | Винус Уильямс     | Винус Уильямс     | 7                 | 7                 |       |       |       |
|  |            |                   |                   |                   |                   |                   |                   |            |            |            |   |               | 3             | Каролина Плишкова | Каролина Плишкова | Каролина Плишкова | Каролина Плишкова | Каролина Плишкова | Каролина Плишкова | 5     | 6     |       |
|  | 3          | Каролина Плишкова | Каролина Плишкова | Каролина Плишкова | Каролина Плишкова | Каролина Плишкова | Каролина Плишкова | 6          | 6          |            |   |               | 3             | Каролина Плишкова | Каролина Плишкова | Каролина Плишкова | Каролина Плишкова | Каролина Плишкова | Каролина Плишкова | 5     | 6     |       |
|  | 3          | Каролина Плишкова | Каролина Плишкова | Каролина Плишкова | Каролина Плишкова | Каролина Плишкова | Каролина Плишкова | 6          | 6          |            |   |               |               |                   |                   |                   |                   |                   |                   |       |       |       |
|  | 8          | Элина Свитолина   | Элина Свитолина   | Элина Свитолина   | Элина Свитолина   | Элина Свитолина   | Элина Свитолина   | 3          | 1          |            |   |               |               |                   |                   |                   |                   |                   |                   |       |       |       |
|  | 8          | Элина Свитолина   | Элина Свитолина   | Элина Свитолина   | Элина Свитолина   | Элина Свитолина   | Элина Свитолина   | 3          | 1          |            |   |               |               |                   |                   |                   |                   |                   |                   |       |       |       |
|  |            |                   |                   |                   |                   |                   |                   |            |            |            |   |               |               |                   |                   |                   |                   |                   |                   |       |       |       |

### Групповой раунд
Золотистым выделен игрок, вышедший в полуфинал.

#### Группа A
| Посев | Теннисистка   | Уильямс          | Киз              | Чжэн          | Матчи | Сеты | Геймы | Место |
| ----- | ------------- | ---------------- | ---------------- | ------------- | ----- | ---- | ----- | ----- |
| 1     | Винус Уильямс |                  | 3–6, 7–6(5), 6–1 | 4–6, 6–1, 6–1 | 2-0   | 4-2  | 32-21 | 1     |
| 7     | Мэдисон Киз   | 6–3, 6–7(5), 1–6 |                  | 6–3, 6–2      | 1-1   | 3-2  | 25-21 | 2     |
| 12/WC | Чжэн Сайсай   | 6–4, 1–6, 1–6    | 3–6, 2–6         |               | 0-2   | 1-4  | 13-28 | 3     |

#### Группа B
| Посев | Теннисистка          | Суарес           | Свитолина        | Петкович    | Матчи | Сеты | Геймы | Место |
| ----- | -------------------- | ---------------- | ---------------- | ----------- | ----- | ---- | ----- | ----- |
| 2     | Карла Суарес Наварро |                  | 7–6(4), 1–6, 3–6 | 6–0, 6–0    | 1-1   | 3-2  | 23-18 | 2     |
| 8     | Элина Свитолина      | 6–7(4), 6–1, 6–3 |                  | 7–6(4), 6–3 | 2-0   | 4-1  | 31-20 | 1     |
| 10    | Андреа Петкович      | 0–6, 0–6         | 6–7(4), 3–6      |             | 0-2   | 0-4  | 9-25  | 3     |

#### Группа С
| Посев | Теннисистка       | Плишкова      | Эррани   | Янкович       | Матчи | Сеты | Геймы | Место |
| ----- | ----------------- | ------------- | -------- | ------------- | ----- | ---- | ----- | ----- |
| 3     | Каролина Плишкова |               | 6–0, 6–3 | 6–4, 3–6, 6–2 | 2-0   | 4-1  | 27-15 | 1     |
| 6     | Сара Эррани       | 0–6, 3–6      |          | 4–6, 5–7      | 0-2   | 0-4  | 12-25 | 3     |
| 9     | Елена Янкович     | 4–6, 6–3, 2–6 | 6–4, 7–5 |               | 1-1   | 3-2  | 25-24 | 2     |

#### Группа D
| Посев | Теннисистка                              | Винчи    | Возняцки Шмидлова | Кузнецова        | Матчи   | Сеты    | Геймы    | Место |
| ----- | ---------------------------------------- | -------- | ----------------- | ---------------- | ------- | ------- | -------- | ----- |
| 4     | Роберта Винчи                            |          | 1–6, 0–6          | 6–4, 6–4         | 1-1     | 2-2     | 13-20    | 1     |
| 5 Alt | Каролина Возняцки Анна Каролина Шмидлова | 6–1, 6–0 |                   | 5–7, 2–2 — отказ | 0-1 1-0 | 0-2 2-0 | 7–9 12-1 | X 3   |
| 11    | Светлана Кузнецова                       | 4–6, 4–6 | 7–5, 2–2 — отказ  |                  | 1-1     | 2-2     | 8-12     | 2     |